# Ariadna dysderina
Ariadna dysderina är en spindelart som beskrevs av Ludwig Carl Christian Koch 1873. Ariadna dysderina ingår i släktet Ariadna och familjen sexögonspindlar.
Artens utbredningsområde är Queensland. Inga underarter finns listade i Catalogue of Life.